# Locomobile automotrice

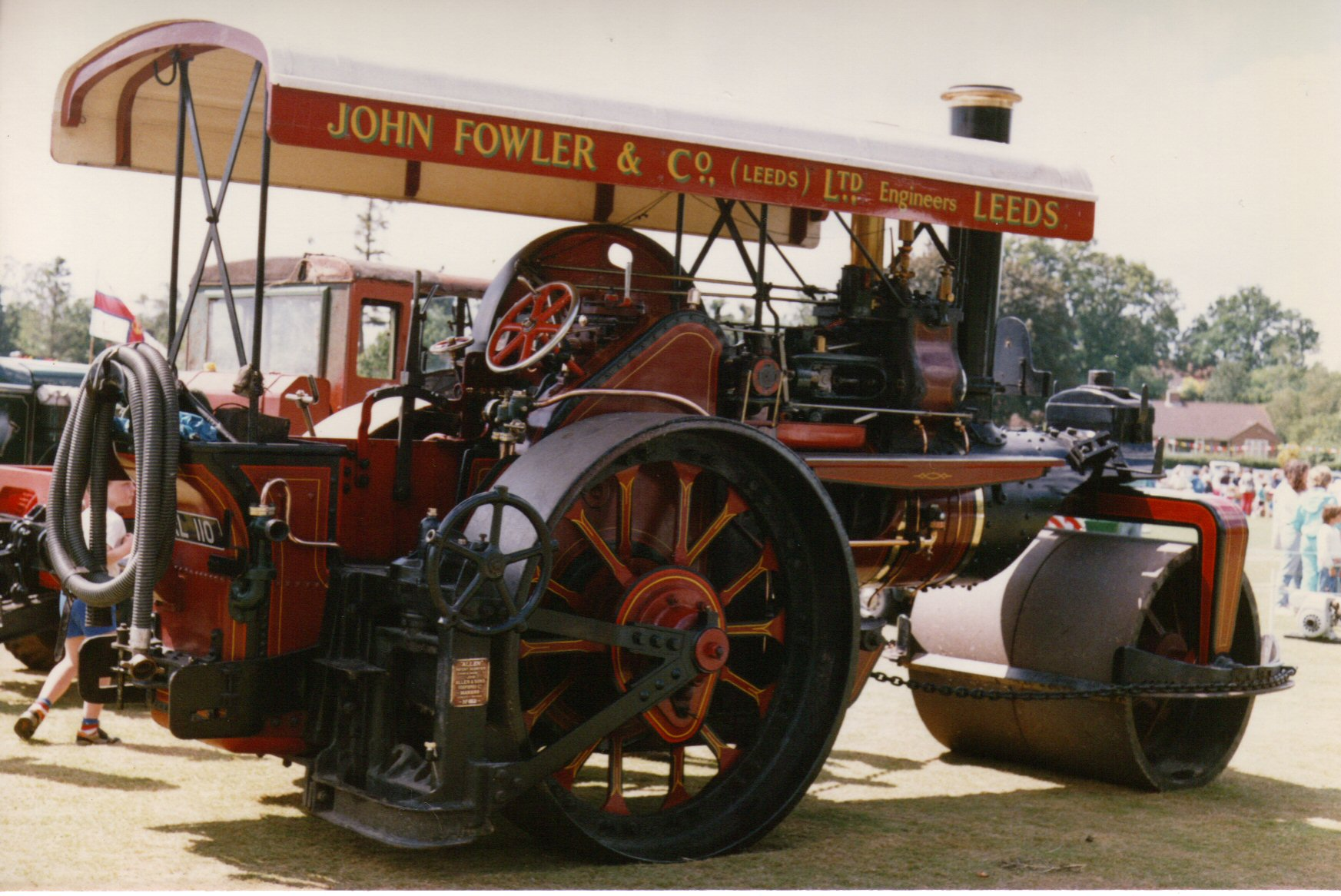
Rouleau compresseur automoteur John Fowler

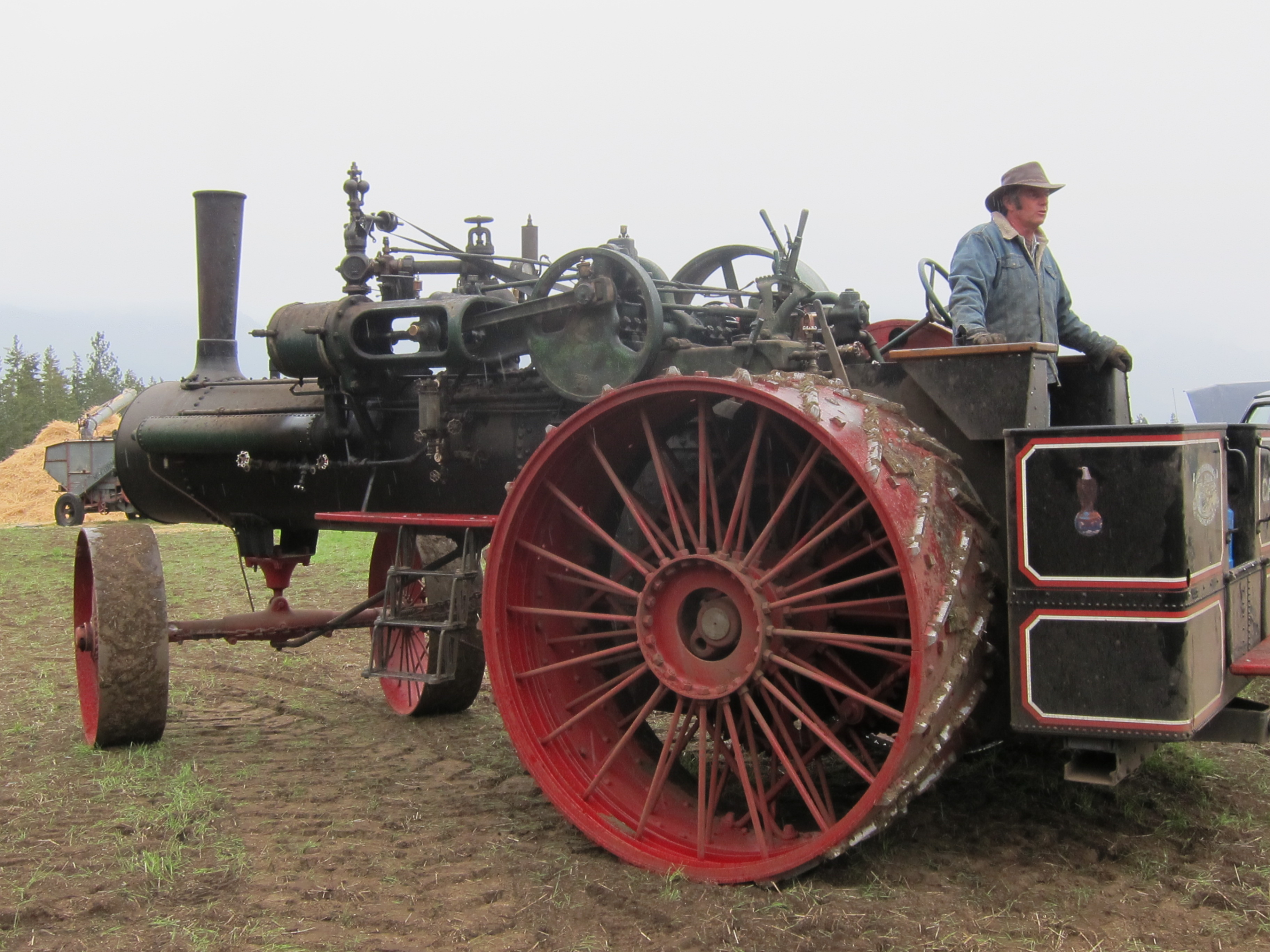
Tracteur à vapeur Case

Une locomobile automotrice, une routière à vapeur ou un tracteur à vapeur est, au départ, une machine à vapeur, qui, contrairement à la locomobile ordinaire, peut se déplacer par elle-même.
On a parfois continué à appeler locomobiles ces machines lorsqu'on est passé de la vapeur aux premiers moteurs à explosion. Mais cet usage est rapidement tombé en désuétude au profit de tracteur ou camion.

## Historique
Vers 1850, on commence à produire industriellement des locomobiles actionnant elles-mêmes leurs roues. Elles sont d'abord utilisées par les armées pour déplacer les canons.

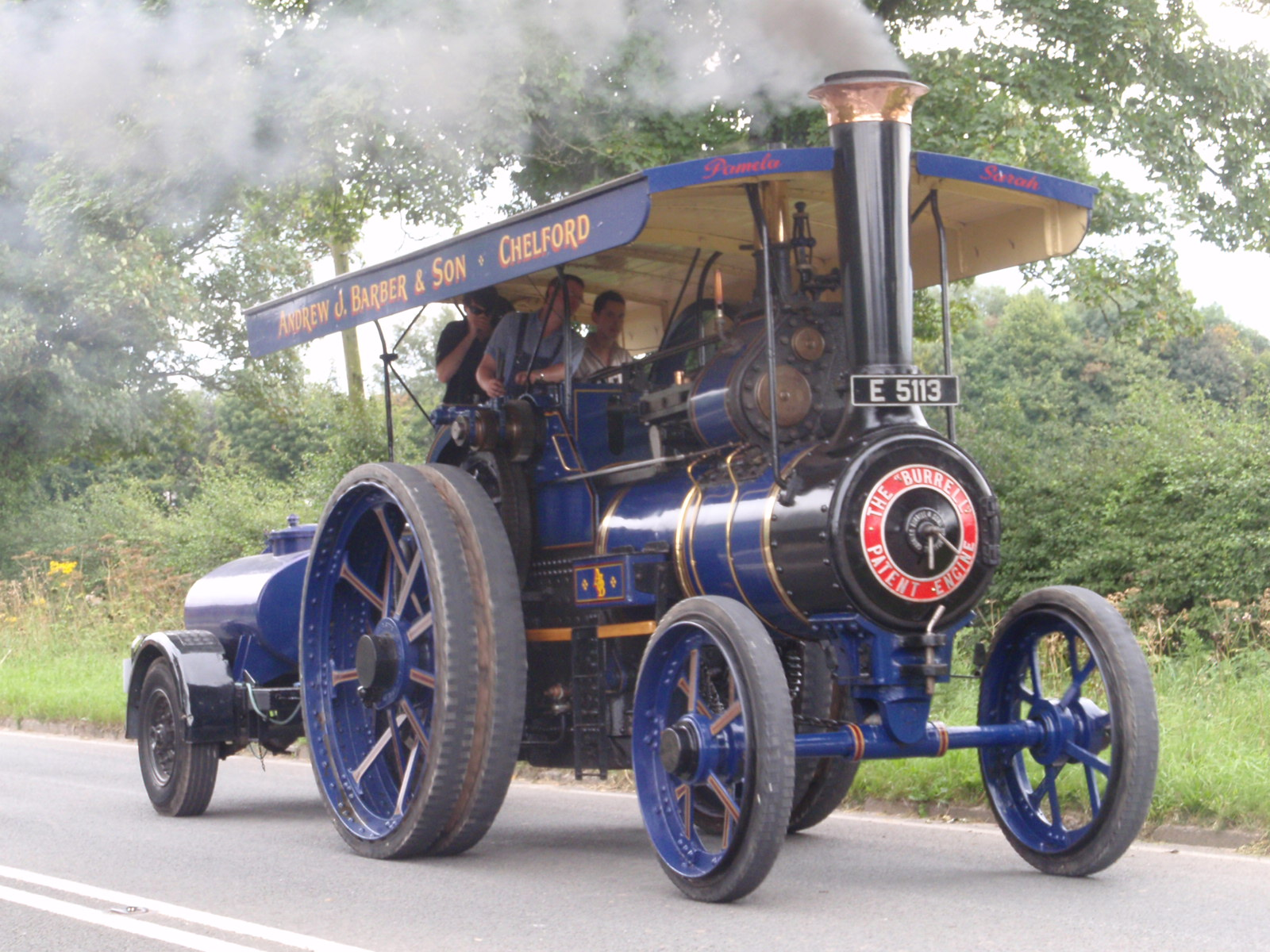
Routière à vapeur Burrell

En 1859 Thomas Aveling crée la première locomobile automotrice (traction engine au Royaume-Uni) facilement utilisable sur la route. En France, ces machines sont bientôt familièrement appelées routières à vapeur pour les distinguer des locomotives sur rail. Étant donné leur poids, elles faisaient aussi d'excellents rouleaux-compresseurs.
Munies de roues à crampons et souvent d'un treuil, elles sont adaptées à l'agriculture et aux chantiers. Elles peuvent creuser des tranchées de drainage ou traîner le rouleau destiné à égaliser une chaussée. L'essentiel de leur travail se fait cependant à poste fixe à la poulie : entraînement de batteuses, pompes, moulins, broyeurs, presses à paille et fourrages stationnaires…
Ces machines à vapeur n'étaient pas à la portée des petites exploitations mais les entrepreneurs et syndicats de battage les ont beaucoup utilisées.

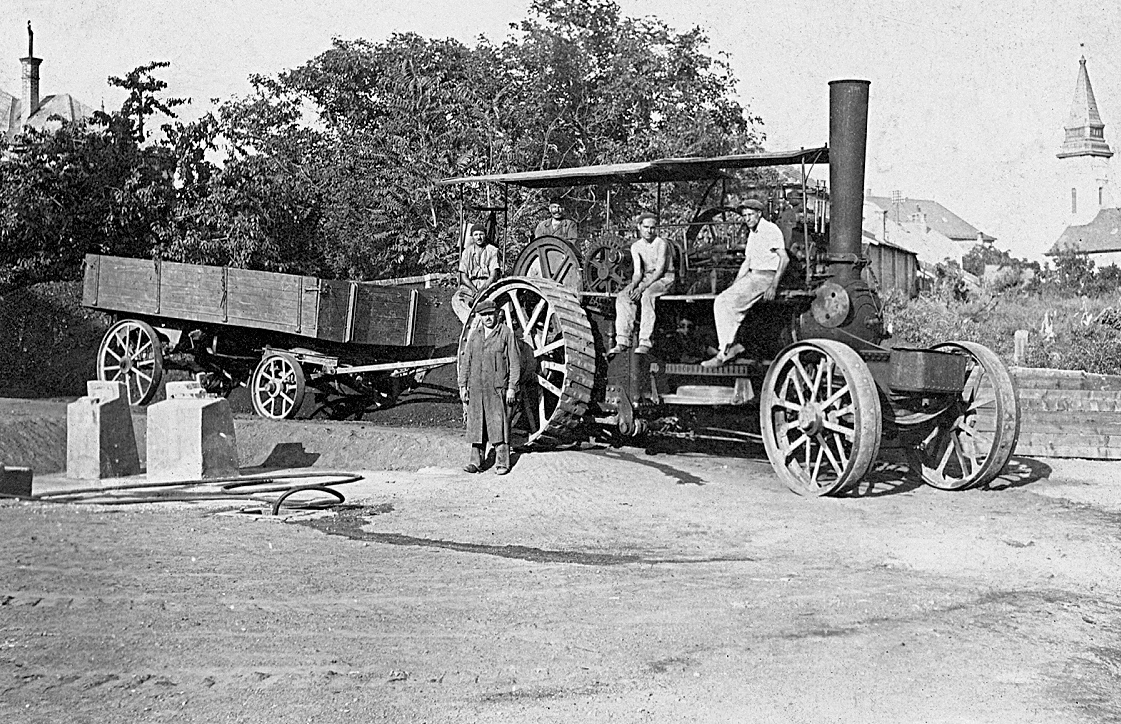
Locomobile HSCS hongroise en 1944, tracteur à vapeur précurseur des semi-diesel HSCS (Le Robuste)

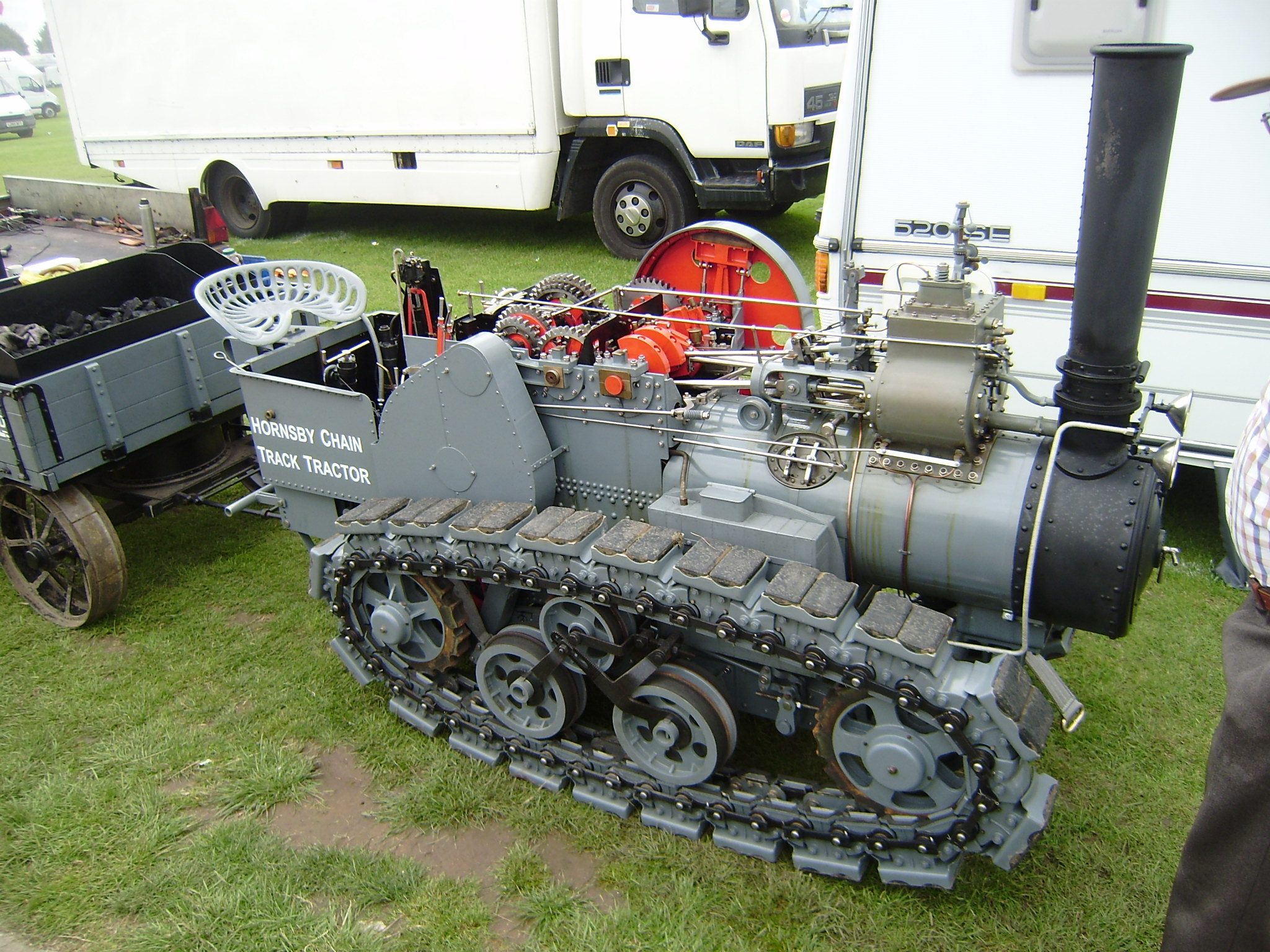
Tracteur à vapeur sur chenilles Hornsby de la firme britannique Ruston & Hornsby.

Aux États-Unis, on utilise bientôt des modèles plus petits en traction directe pour le labour au lieu de la charrue tirée par câble et treuil. Ils prennent alors le nom de « tracteurs à vapeur » (Steam tractors) et sont les ancêtres des tracteurs modernes.
En 1910 la firme allemande Heinrich Lanz AG présenta à l'exposition universelle de Bruxelles la plus grosse locomobile au monde d'une puissance de 1000 chevaux.

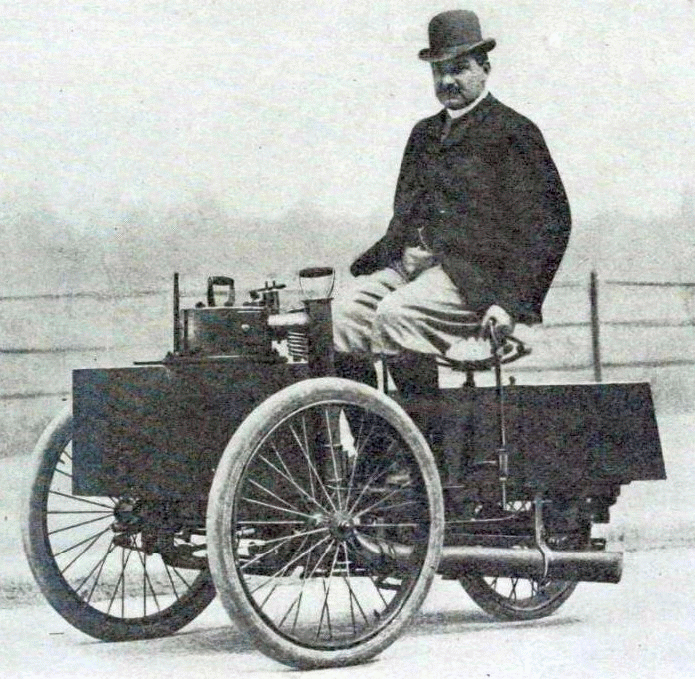
Tricycle à vapeur De Dion

## Transports

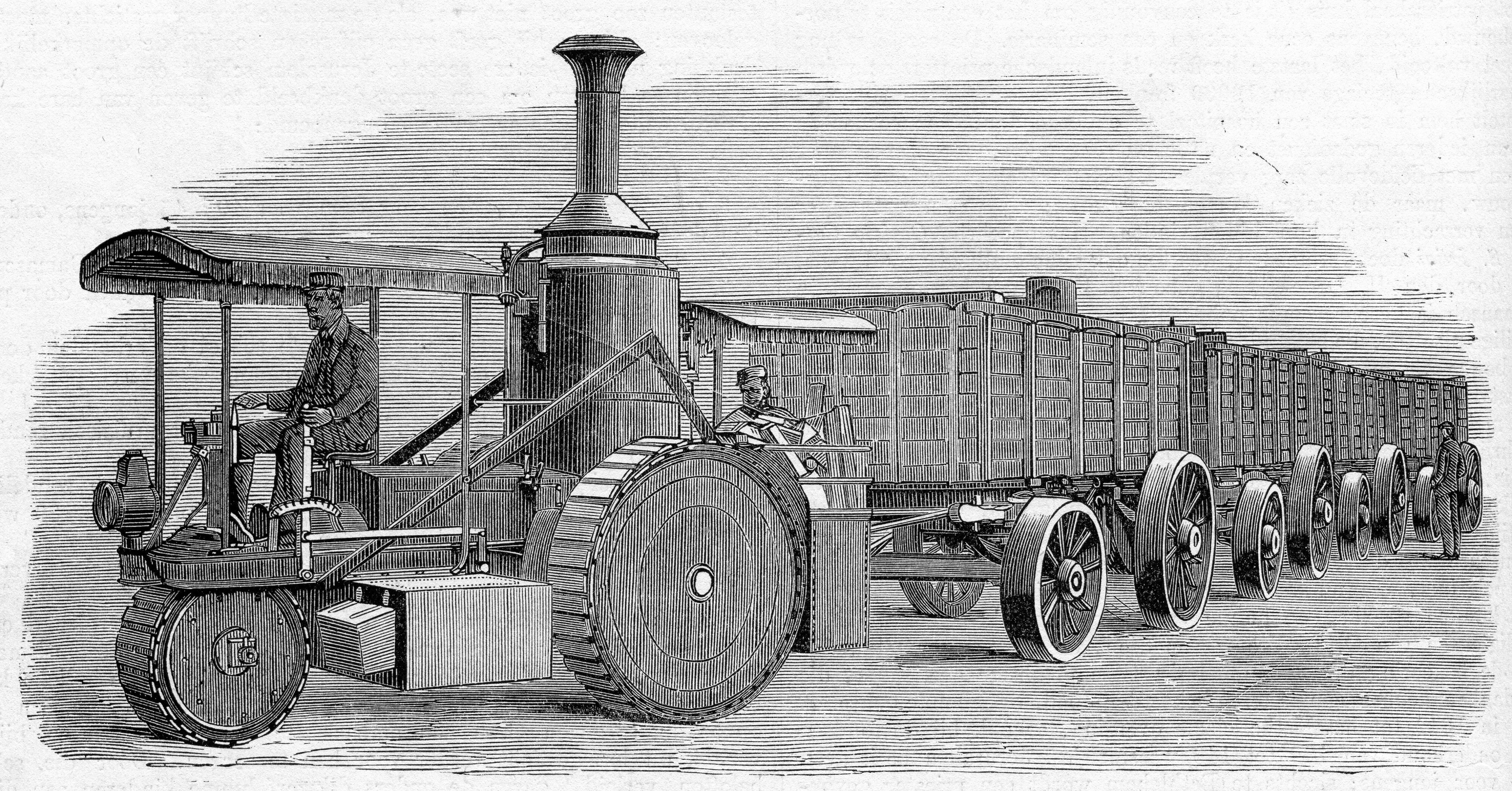
Train routier, 1870

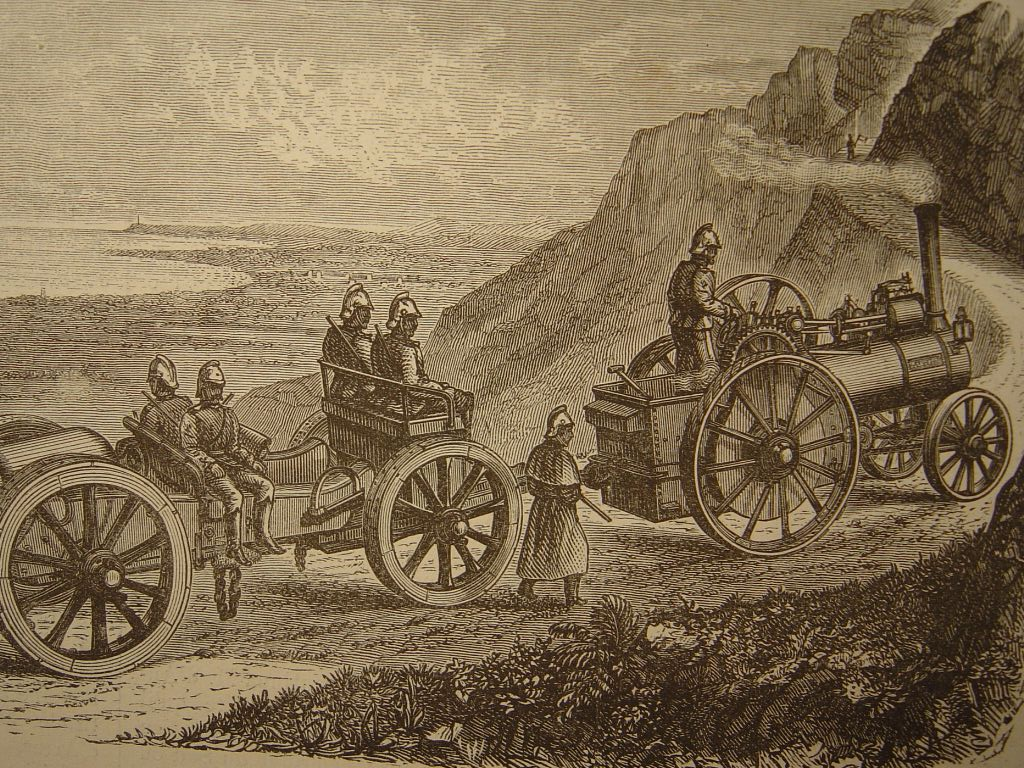
Transport d'un canon sur affût, 1872

D'abord utilisées par l'armée pour déplacer les canons, les locomobiles servirent à toutes sortes de transport y compris de voyageurs.

## Travail au treuil

### Charrueset défonceuses

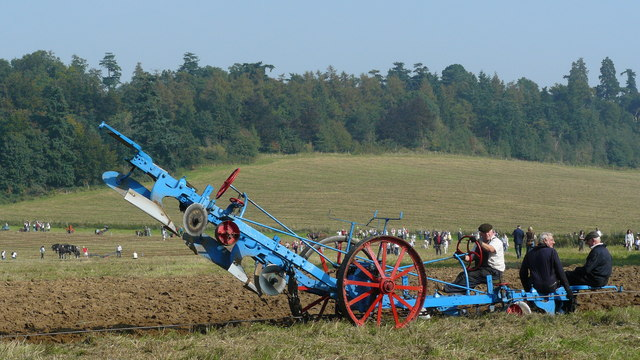
Charrue à bascule tractée par treuil au travail.

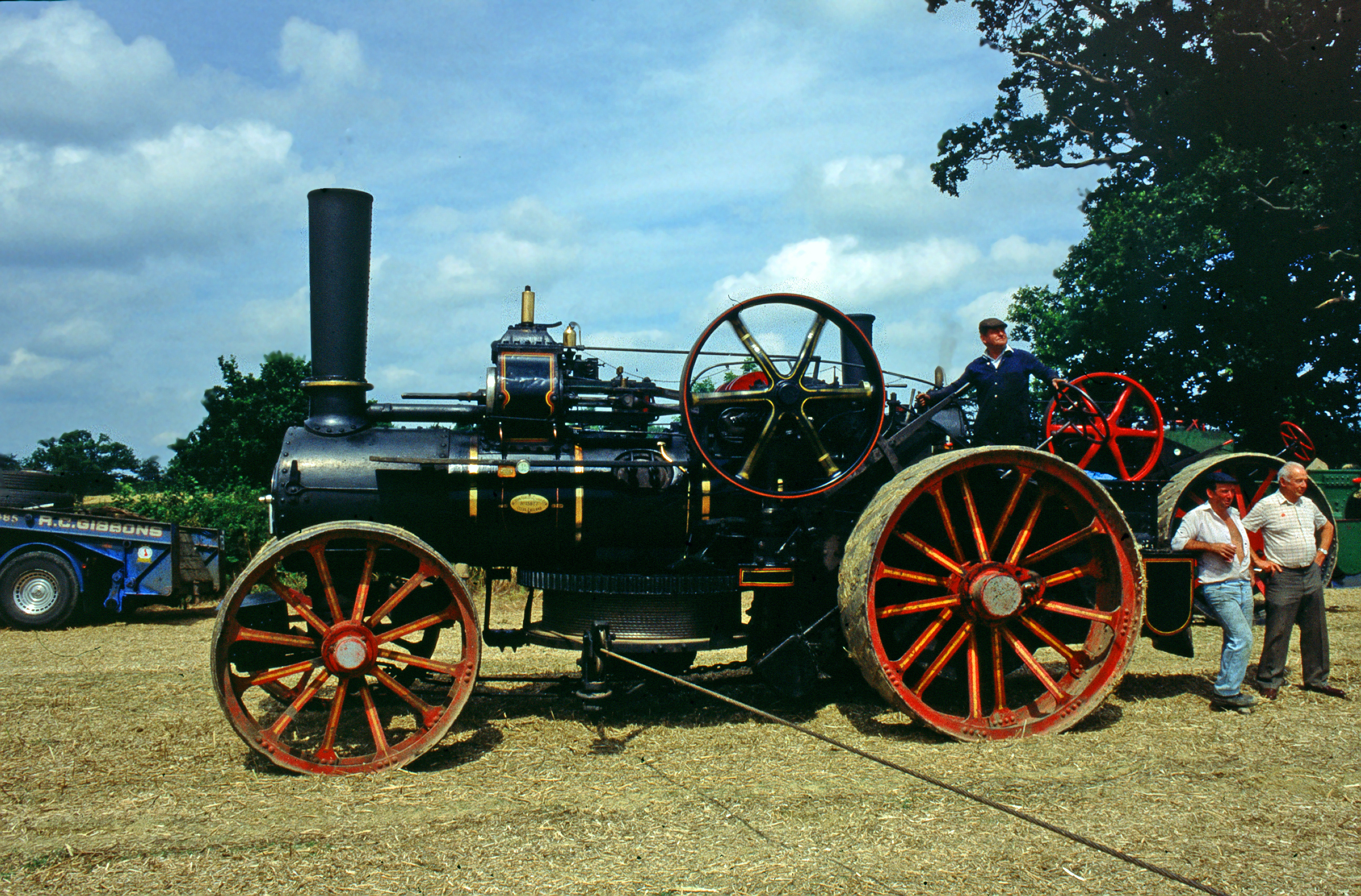
Locomobile automotrice à treuil John Fowler. La roue horizontale faisant office de treuil est visible sous le corps de la machine. Avec une charrue à bascule l'ensemble pouvait être qualifié de charrue à vapeur.

Labour avec charrue à bascule et deux locomobiles Fowler

La charrue à vapeur consiste en une locomobile portant une poulie motrice horizontale qui constitue un véritable treuil moteur. L'appareil est placé au bout du sillon à tracer et peut avancer perpendiculairement au sillon. Sur le côté opposé de ce sillon, on installe une poulie de renvoi horizontale appelée « ancre » (il fallait en effet l'ancrer au sol). Elle est portée par un charriot qui peut avancer parallèlement à la locomobile. Un câble sans fin qui s'enroule sur la poulie motrice et passe sur la poulie de renvoi peut tirer une charrue à bascule (à versoirs opposés de chaque côté du train de roues), de l'ancre vers la machine puis inversement. Le déplacement simultané de la locomobile et de l'ancre permet ensuite de poursuivre le travail sillon après sillon sans avoir à tourner la charrue en bout de champ. Une locomobile lourde entraînant une charrue multisocs abattait en 1868, trois à quatre hectares de la journée. Elle nécessitait cependant deux attelages et de préférence trois personnes (deux chauffeurs et le laboureur assis sur la charrue).
À la ferme de la Briche, Jean-François Cail, concurrent de John Fowler et qui fabriquait aussi des locomobiles, utilisait une deuxième locomobile à treuil à la place du charriot de la poulie de renvoi (image). Ces locomobiles étaient si lourdes qu'elles pouvaient treuiller perpendiculairement à leur axe sans ancrage, ce qui ne serait guère possible avec des tracteurs actuels beaucoup plus légers.
Ces systèmes étaient particulièrement intéressants en terre humide car ils évitaient que ces lourdes machines ne compactent le sol ou s'enlisent. Elles se déplaçaient ainsi lentement seulement sur les fourrières. Ils étaient aussi utilisés pour les travaux de défonçage (défrichage) , les socs multiples étaient alors remplacés par un énorme soc unique travaillant à 40 cm de profondeur au moins.

### Autres

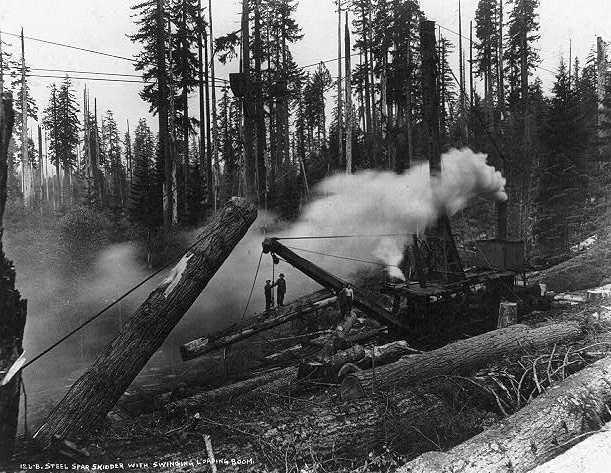
Débardage au câble avec une grue à vapeur, Chaîne des Cascades, États-Unis, 1918.

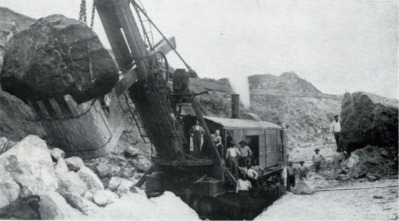
Pelle à vapeur Marion model 91 sur le chantier du canal de Panama en 1908. Le godet était mis œuvre au moyen de treuils et câbles au lieu de vérins hydrauliques aujourd'hui.

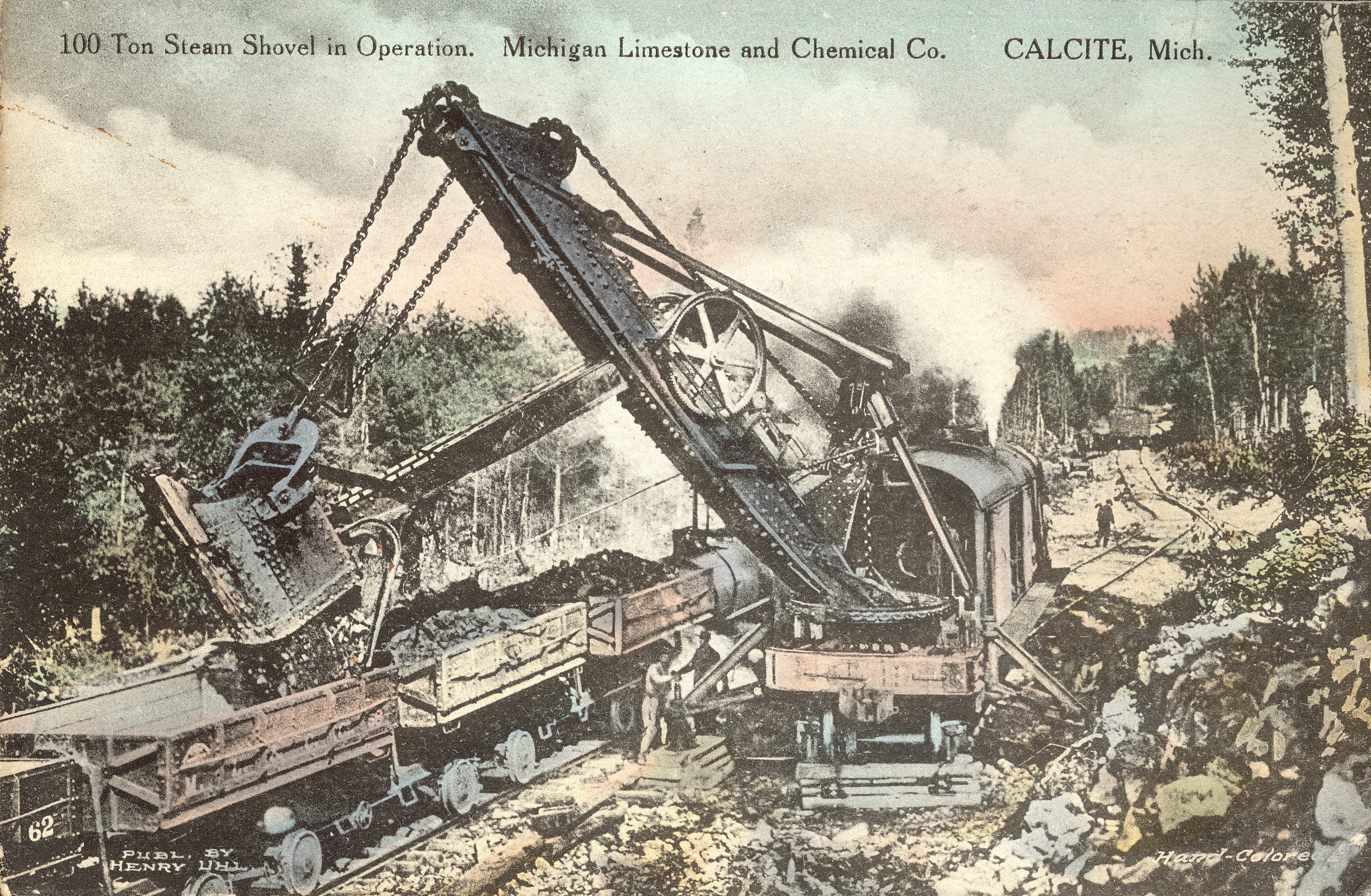
Pelle à vapeur de 100 tonnes sur chemin de fer, effectuant le chargement d'un train, Michigan, vers 1919.

Le treuil mobile était aussi apprécié dans les carrières, le travail dans les vignes sur forte pente et pour le débardage par câble en forêt.

## Travail à la poulie

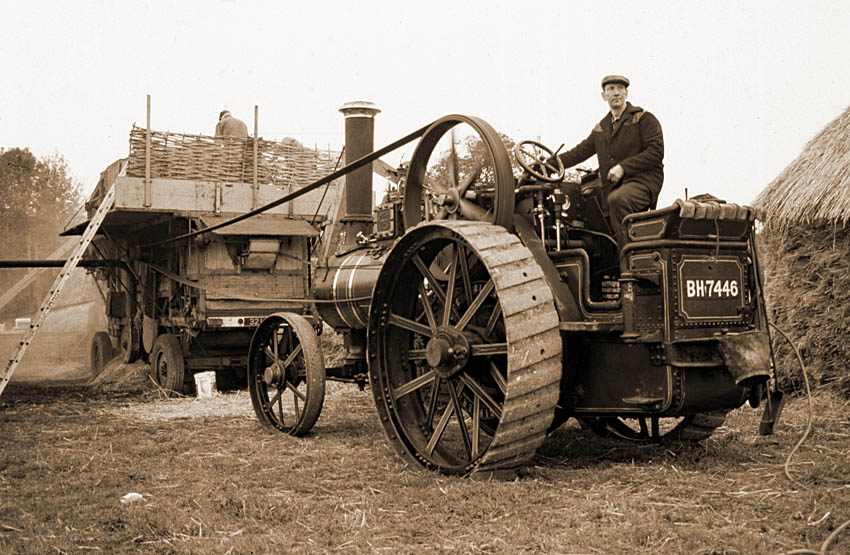
Automotrice Wallis & Steevens animant une batteuse Marshall.

De nombreuses machines en agriculture et sur les chantiers devaient être déplacées de poste en poste où elles étaient entraînées par des transmissions à poulies et courroie plate.
La locomobile automotrice était particulièrement appréciée pour les battages car elle permettait d'amener en un seul voyage le moteur, la batteuse et la presse d'une ferme à l'autre, ce qui nécessitait auparavant plusieurs attelages. Elle permettait aussi de prétendre facilement la grande courroie de transmission.

## La fin des tracteurs à vapeur

### Tracteurs (ou locomobiles) à moteur en position tranversale
[Considérations techniques d'après  et ]
Avec les débuts de l'électrification, les locomobiles sont concurrencées dans cet usage par le moteur électrique, puis à partir de 1910, les gros monocylindres, parfois bicylindres semi-diesel deux temps (moteur à boule chaude), Lanz (Le Percheron en France, Doyen en Belgique), Vierzon, Landini, Bolinder-Munktell (généralement bicylindres), Le Robuste, Marshall (devenu Field marshall (en) ...) prennent leur place. Toutes ces marques ont fabriqué auparavant des locomobiles. 
L'architecture de ces machines et leur utilisation principale (travail stationnaire à la poulie) était très proche de celle des locomobiles à vapeur, aussi au départ on a continué à les appeler locomobiles. Le moteur est en général disposé à plat, à l'avant du tracteur, avec le vilebrequin en position transversale, ce qui permet de le prolonger par une poulie en prise directe sur le flanc du tracteur. Il y en eut aussi à moteur diesel 4 temps (Deutz), à moteur polycarburant 4 temps (John Deere), au kérosène (par exemple Case cross series 4 cylindres 4 temps) et à gazogène.
En Europe, on utilise le semi-diesel généralement monocylindre, plus économique. Ces moteurs deux temps ont un taux de compression faible malgré la précompression des gaz d'admission dans le carter lors de la descente du piston. Cela complique le démarrage à froid, d'où la nécessité de préchauffer la boule ou de démarrer sur de l'essence. Il peut utiliser des carburants variés. Il conserve l'avantage d'une grande poulie motrice placée directement sur le vilebrequin sans démultiplication du fait de sa rotation lente, comme sur la locomobile, ce qui permet un rendement optimal pour le travail stationnaire à la poulie avec les mêmes machines. La vitesse de rotation du moteur du Lanz D-9506 était ainsi de 630 tours/min, comparativement celle du John Deere model D était de 800 à 900 tours/min. On peut aussi leur adjoindre un treuil. Les vibrations engendrées par l'imposant piston du monocylindre, malgré l'inertie des énormes volants régulateurs, rendent la conduite pénible pour le chauffeur ; ces tracteurs apparaissent aujourd'hui comme avoir été des machines de transition. Très simple et fiable, sans soupapes ni carburateur, consommant très peu d'eau et des carburants peu onéreux, le semi-diesel peut fonctionner de longues journées, presque sans intervention humaine, alors que la locomobile à vapeur nécessite les soins et la surveillance d'un mécanicien à plein temps. Il peut aussi, sous certaines conditions, continuer à tourner à bas régime sous charge nulle (contrairement à la machine à vapeur), ce dont on ne se prive pas car leur démarrage à froid est laborieux. L'efficacité énergétique du carburant passe de 6 % pour la chaudière à vapeur sans condenseur à 12 % pour le semi-diesel deux temps. En allemand, du fait de son immense succès, Bulldog, au départ un modèle de Lanz, est synonyme de Traktor jusqu'après la Seconde Guerre mondiale. 

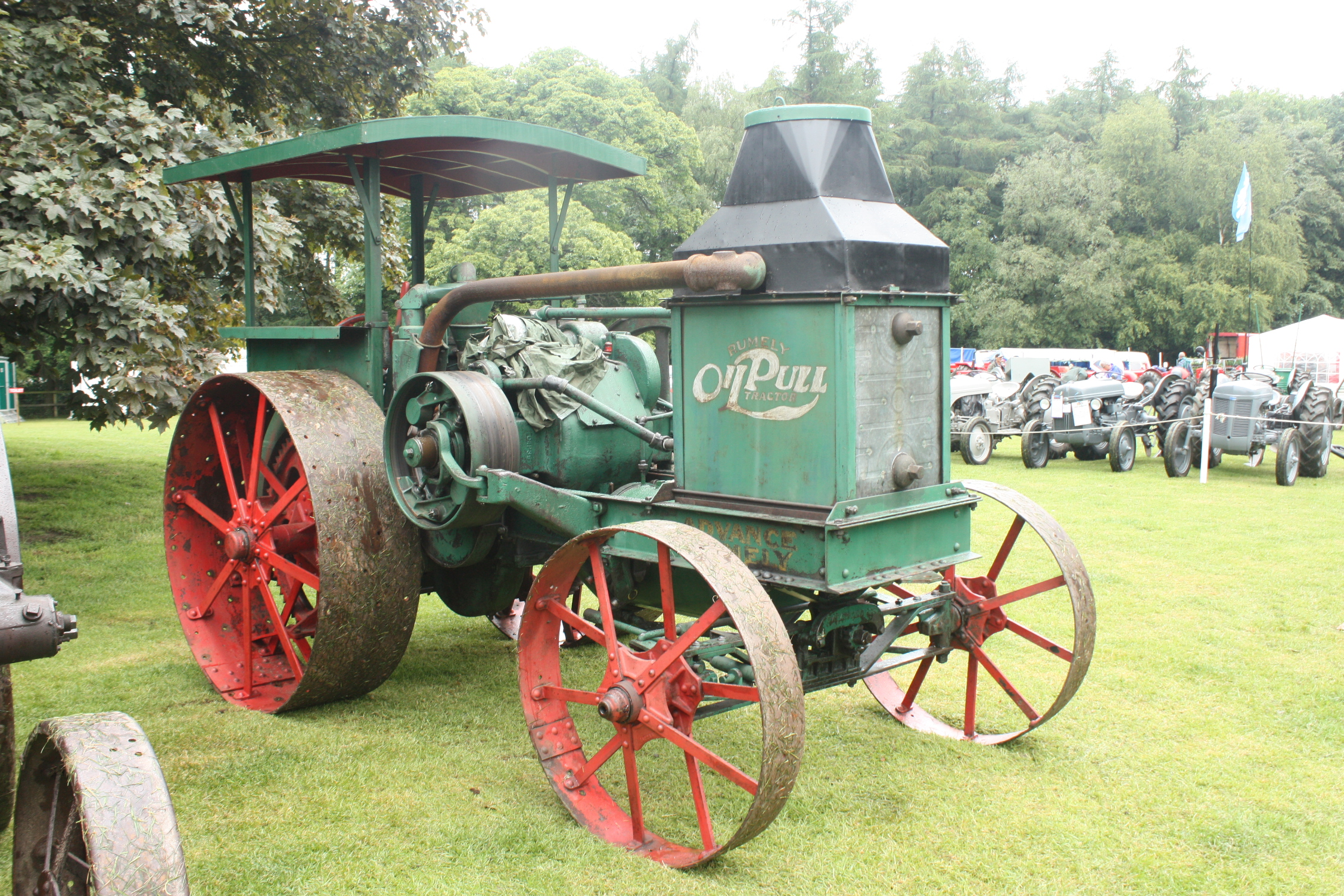
Tracteur américain Advance-Rumely construit à partir de 1910 selon le design des locomobiles. Il fonctionnait au kérosène et était refroidi à l'huile.
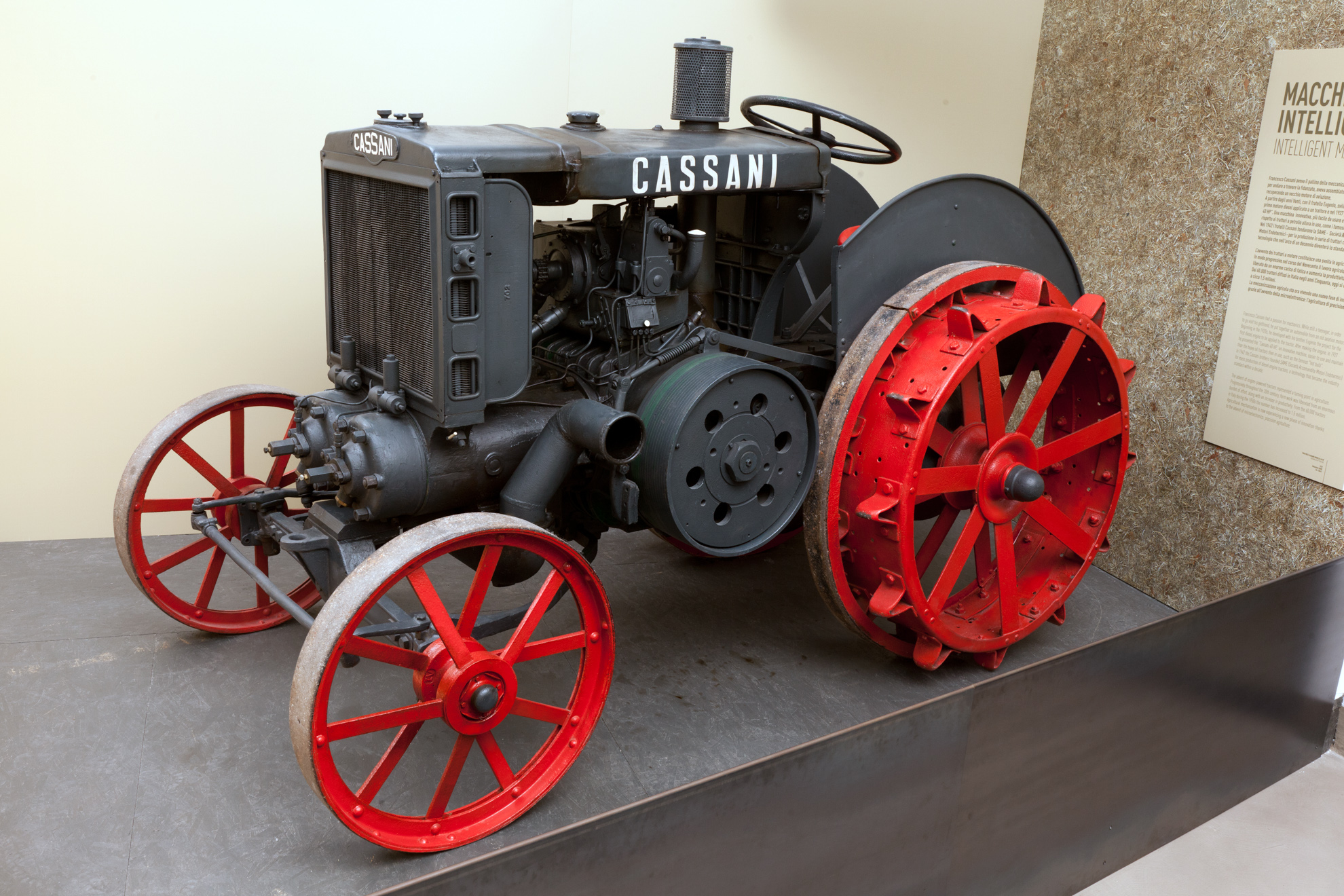
Cassani 40 HP de 1927 (précurseur de SAME) , semi-diesel 2 temps, 2 cylindres à plat, sans boule chaude mais équipé d'un compresseur séparé.
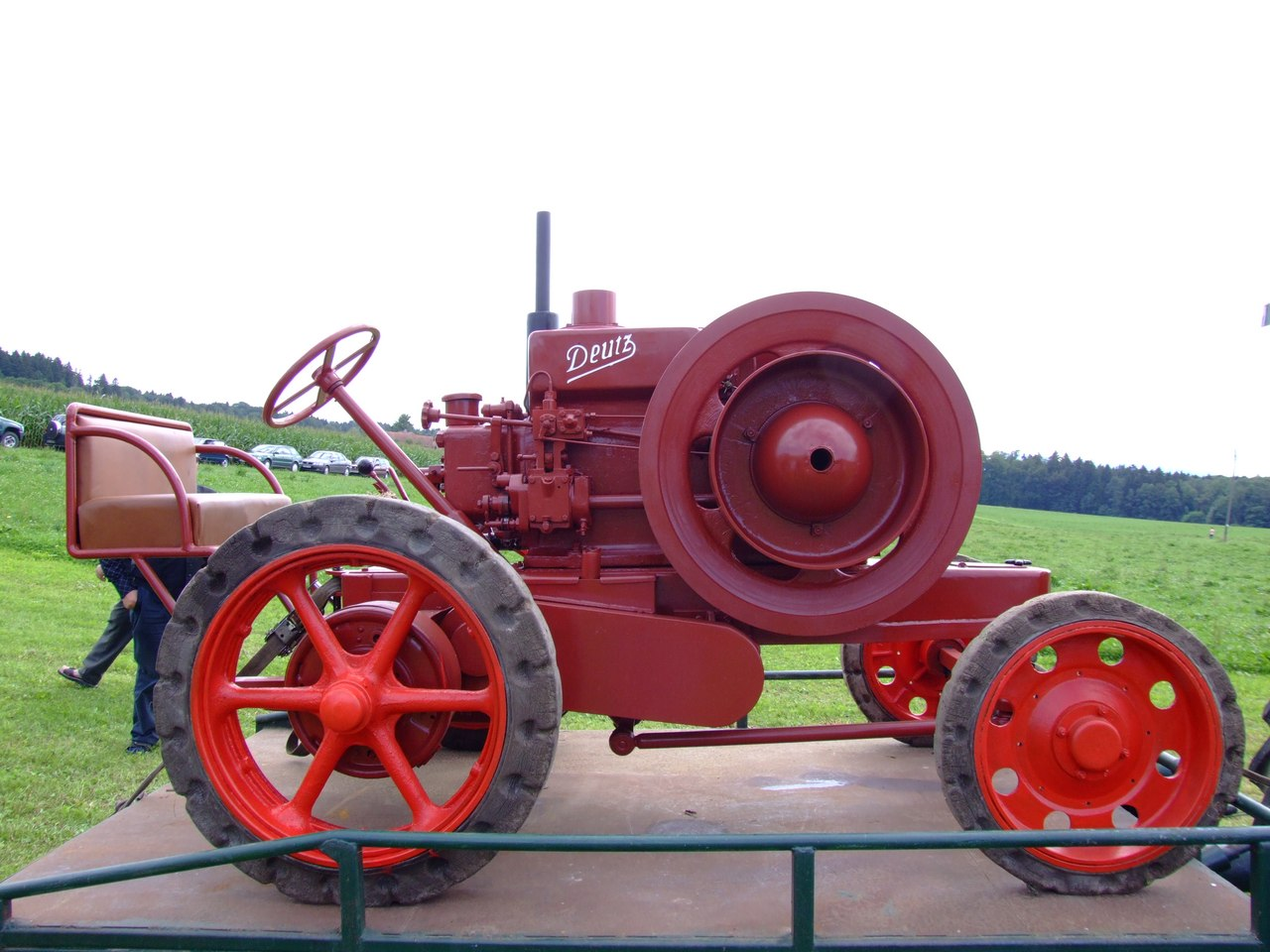
Deutz MTH222 monocylindre diesel 4 temps à plat, 14 chevaux, 1927-1930, essentiellement conçu pour le travail stationnaire.
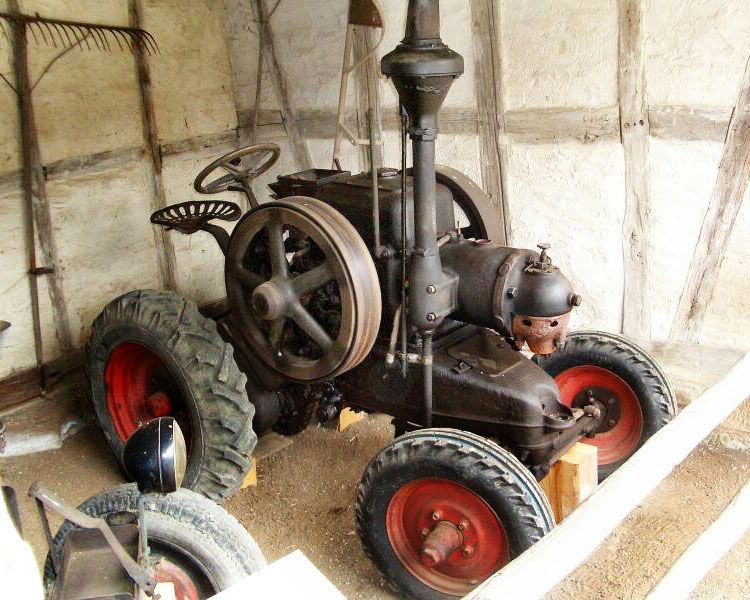
Lanz Bulldog de 1928, depuis 1921, 12 chevaux  essentiellement conçu pour le travail stationnaire.
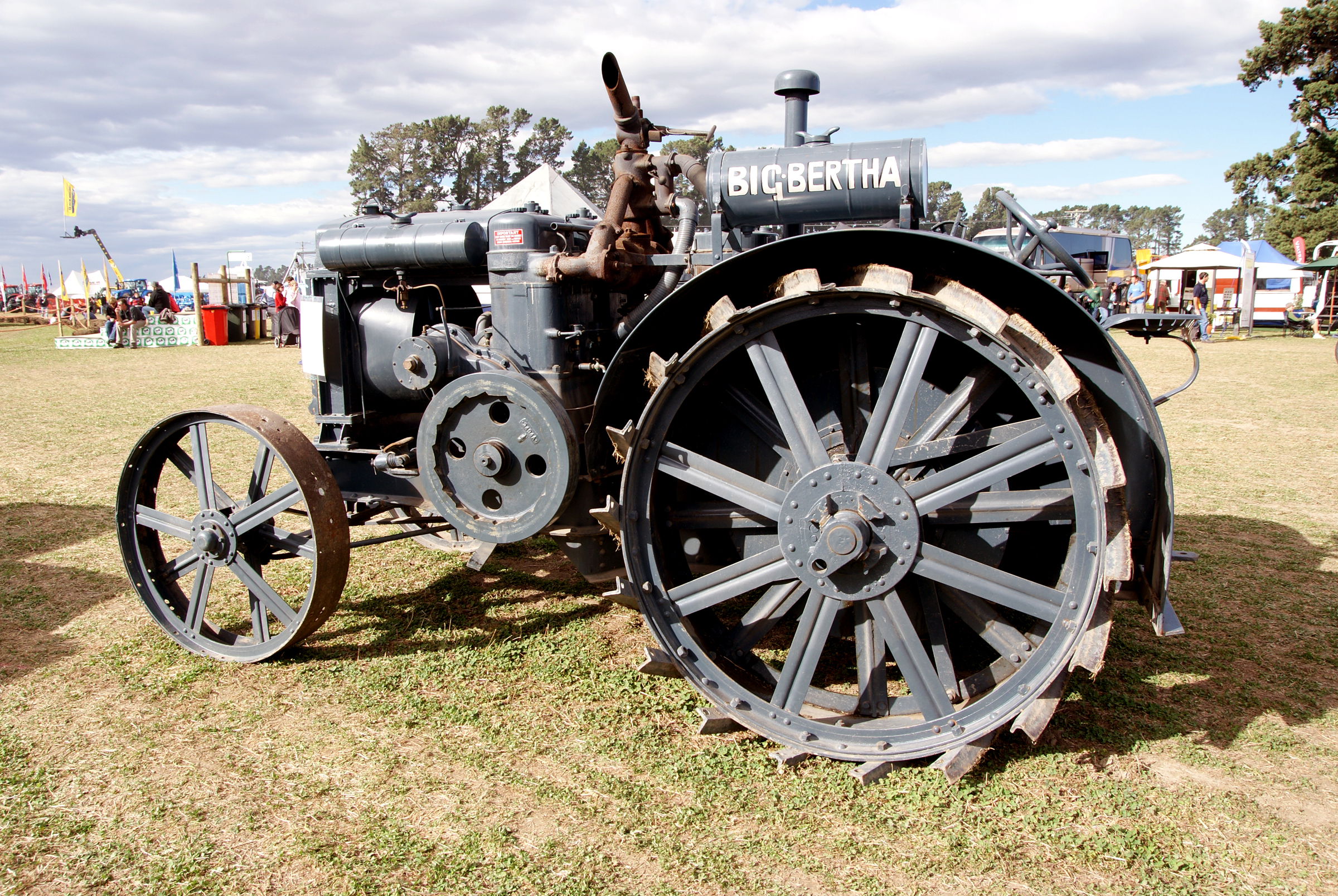
Case 25/45, 1929 moteur 4 cylindres en position transverse verticale (la vue du chauffeur vers l'avant semble limitée), 4 temps fonctionnant au kérosène.
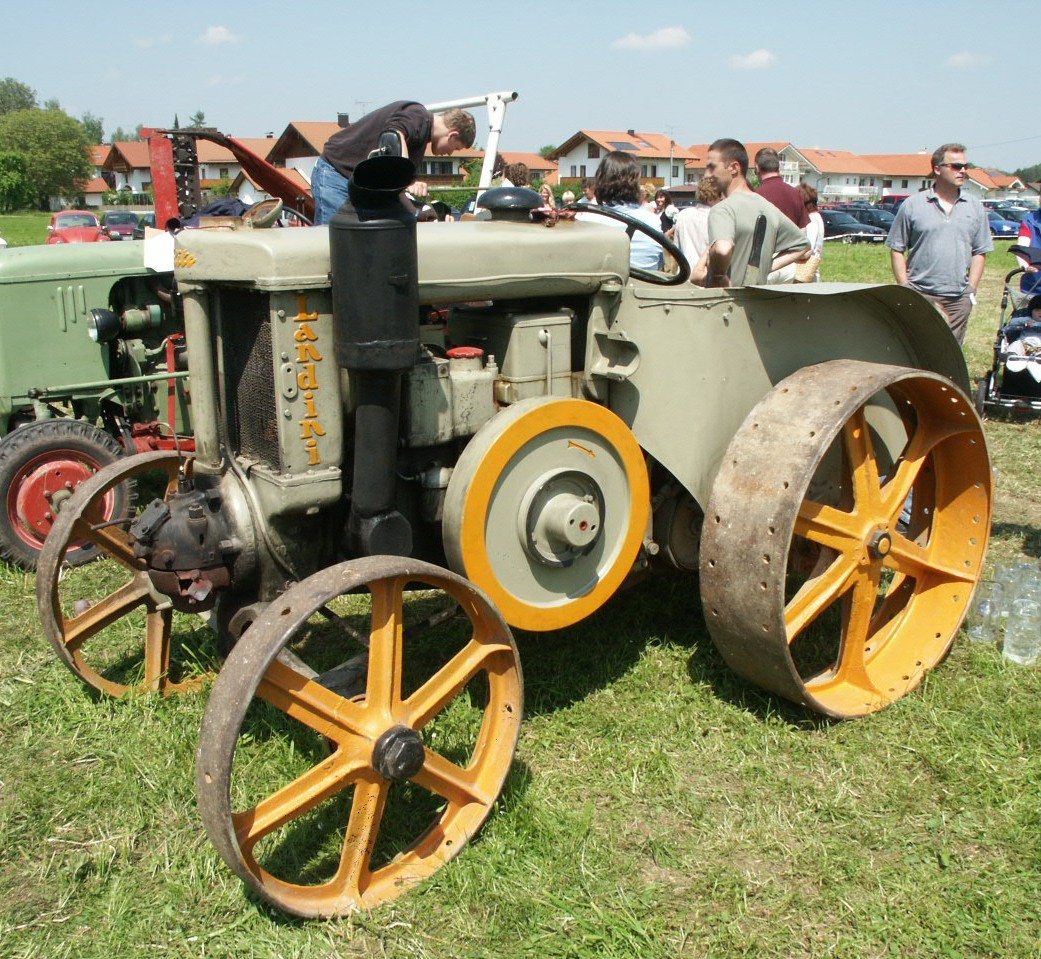
Monocylindre semi-diesel Landini Vélite, 30 chevaux (entre 1935 et  1940).
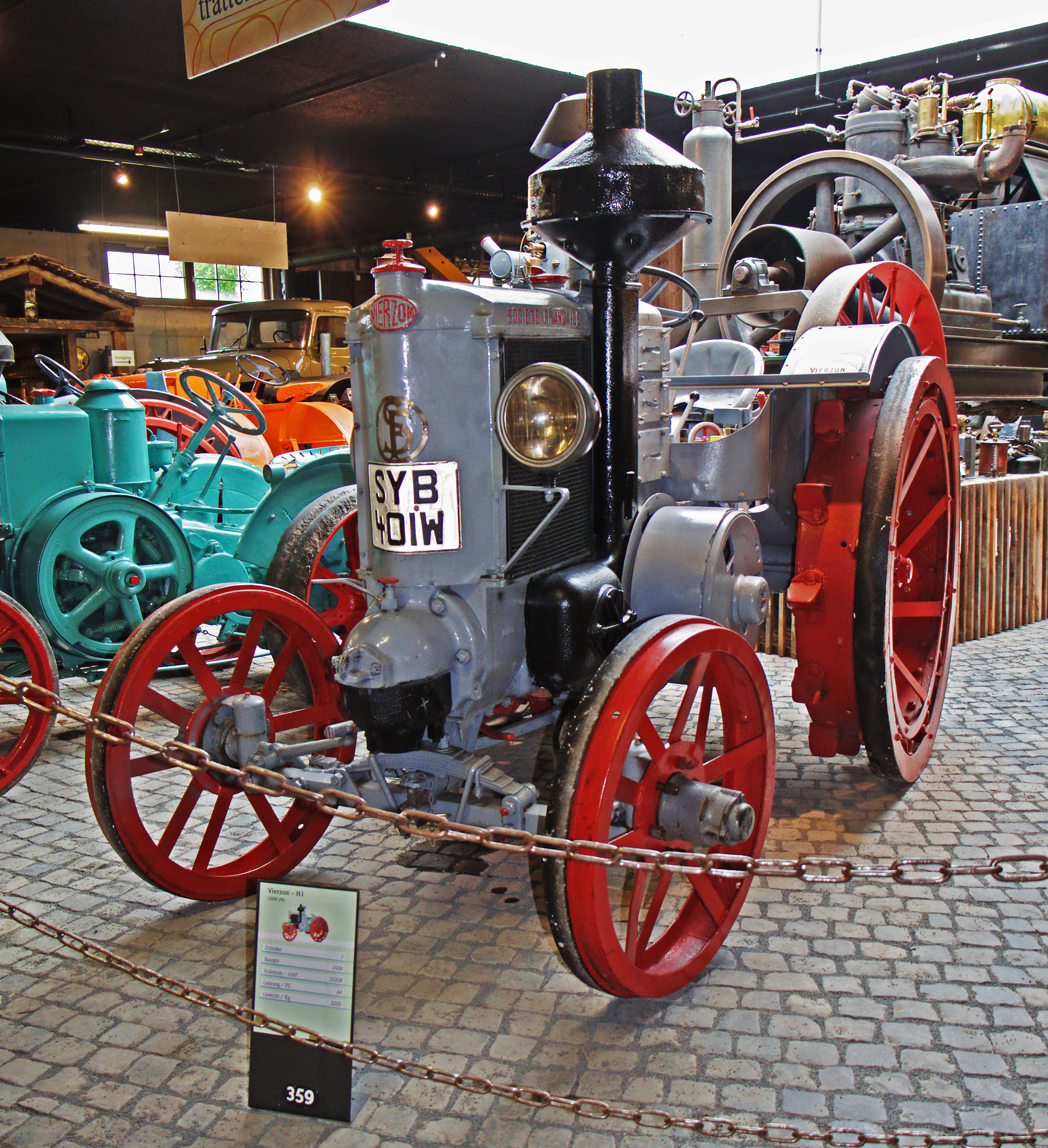
Vierzon H1 de 1936 monocylindre semi-diesel, 38 chevaux à la poulie
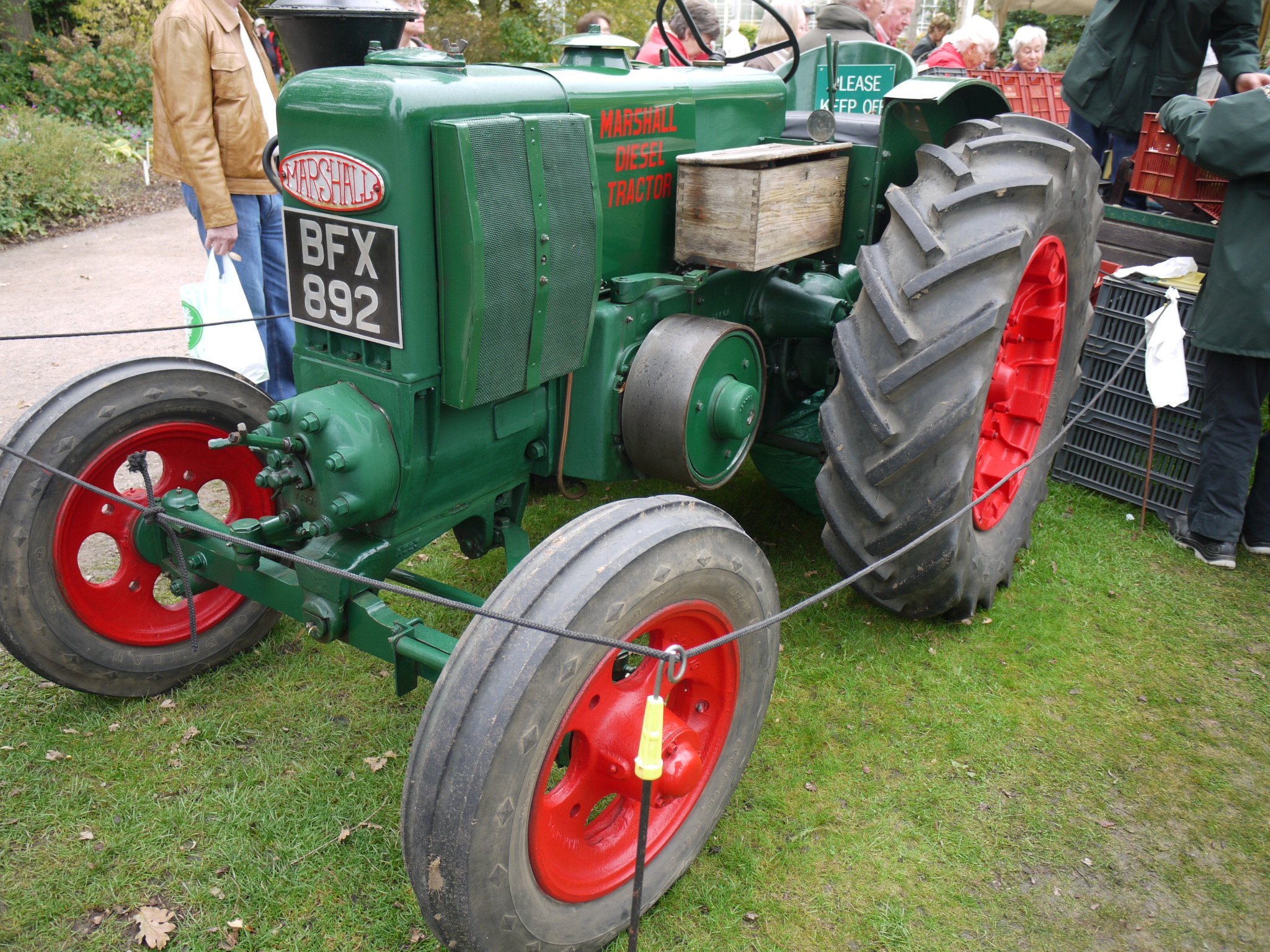
Tracteur Marshall de 1942, semi-diesel sans boule chaude, à compression améliorée. Le démarrage à froid nécessitait une mèche au salpêtre ou une cartouche explosive.
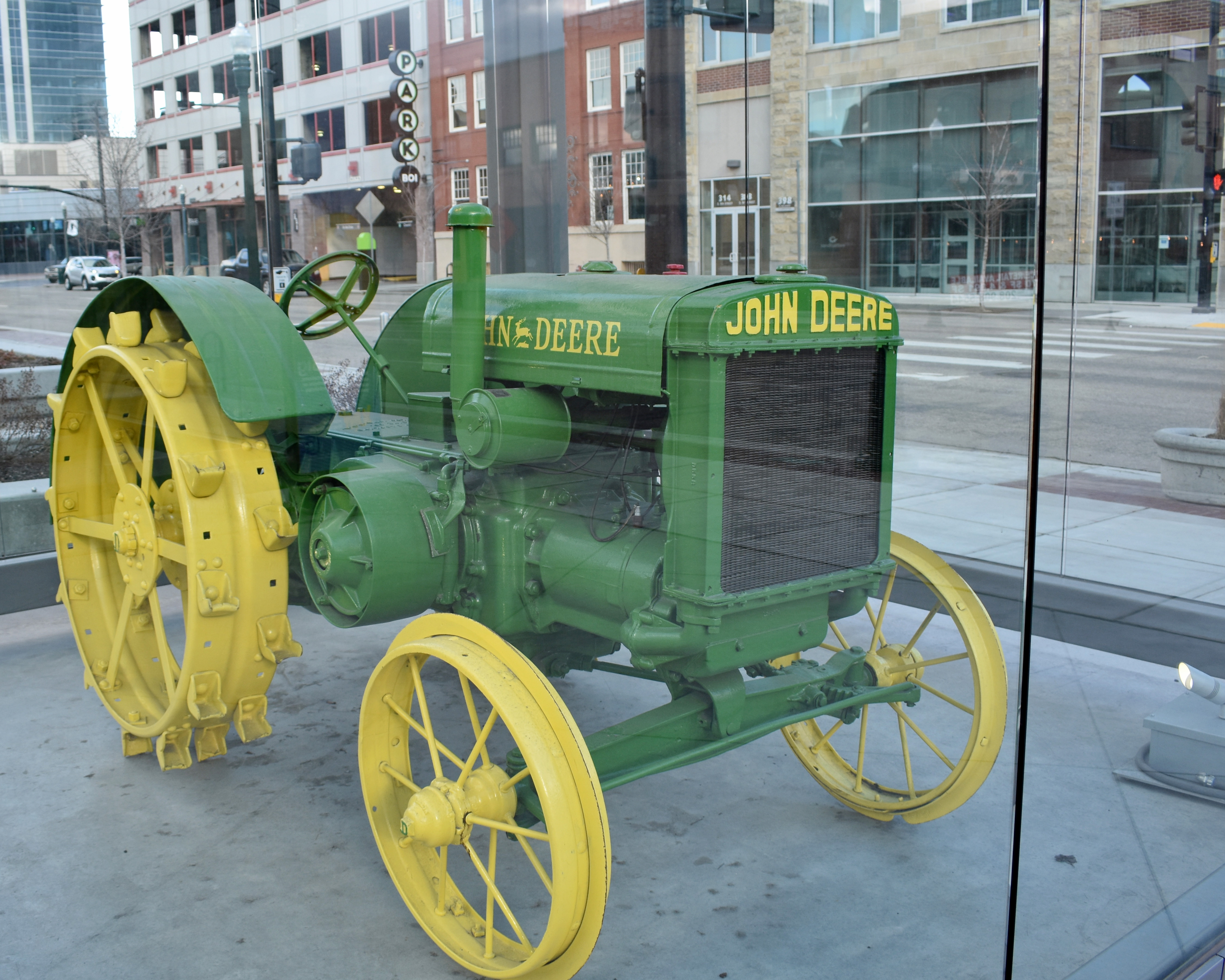
John Deere modèle D bicylindre 4 temps polycarburant à plat, avec sa poulie de battage, 30 chevaux, 1923.
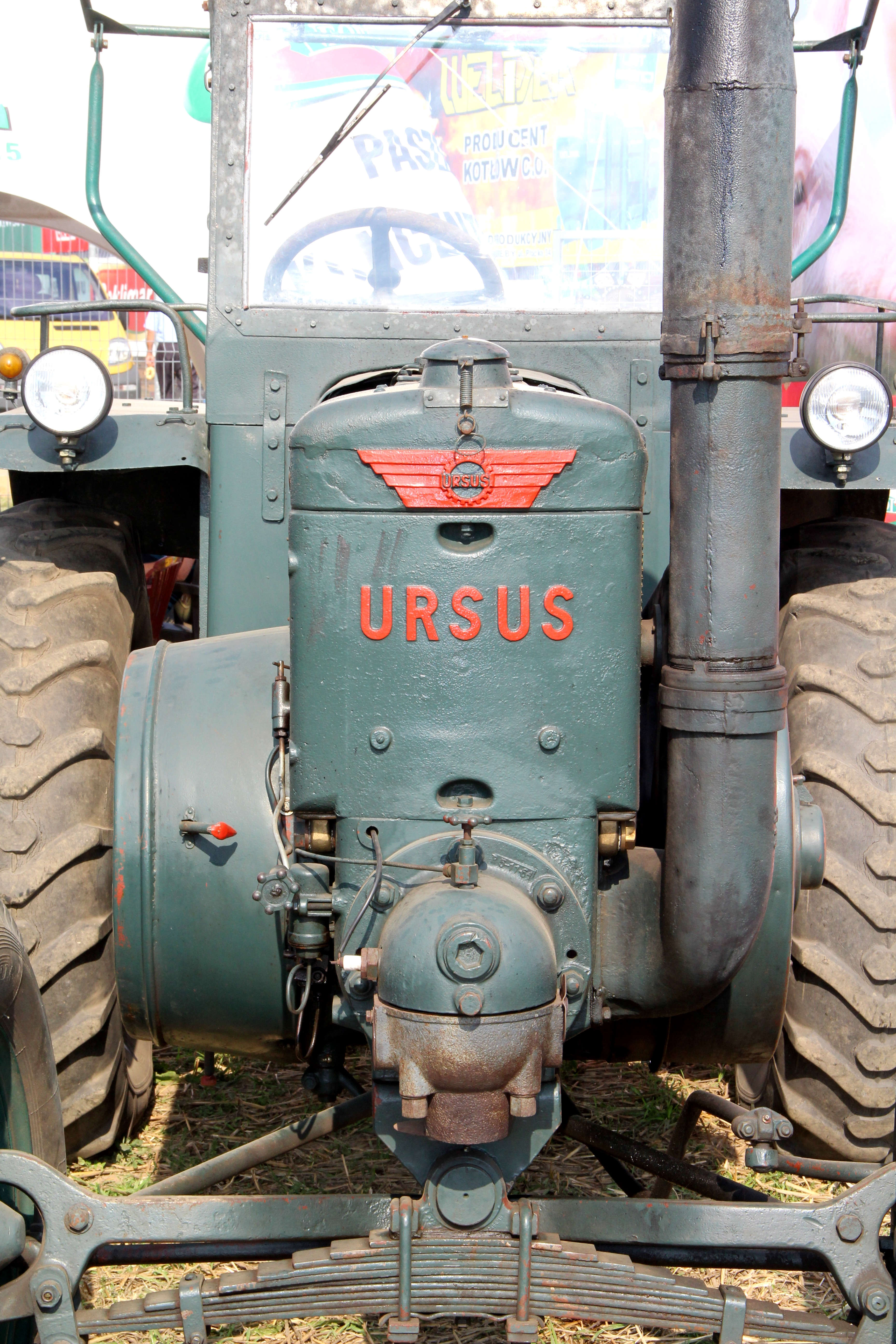
Ursus C 45, variante polonaise du populaire Lanz  Bulldog D 9506, 38-45 chevaux. En premier plan la tête du cylindre avec sa boule chaude caractéristique des semi-diesels.
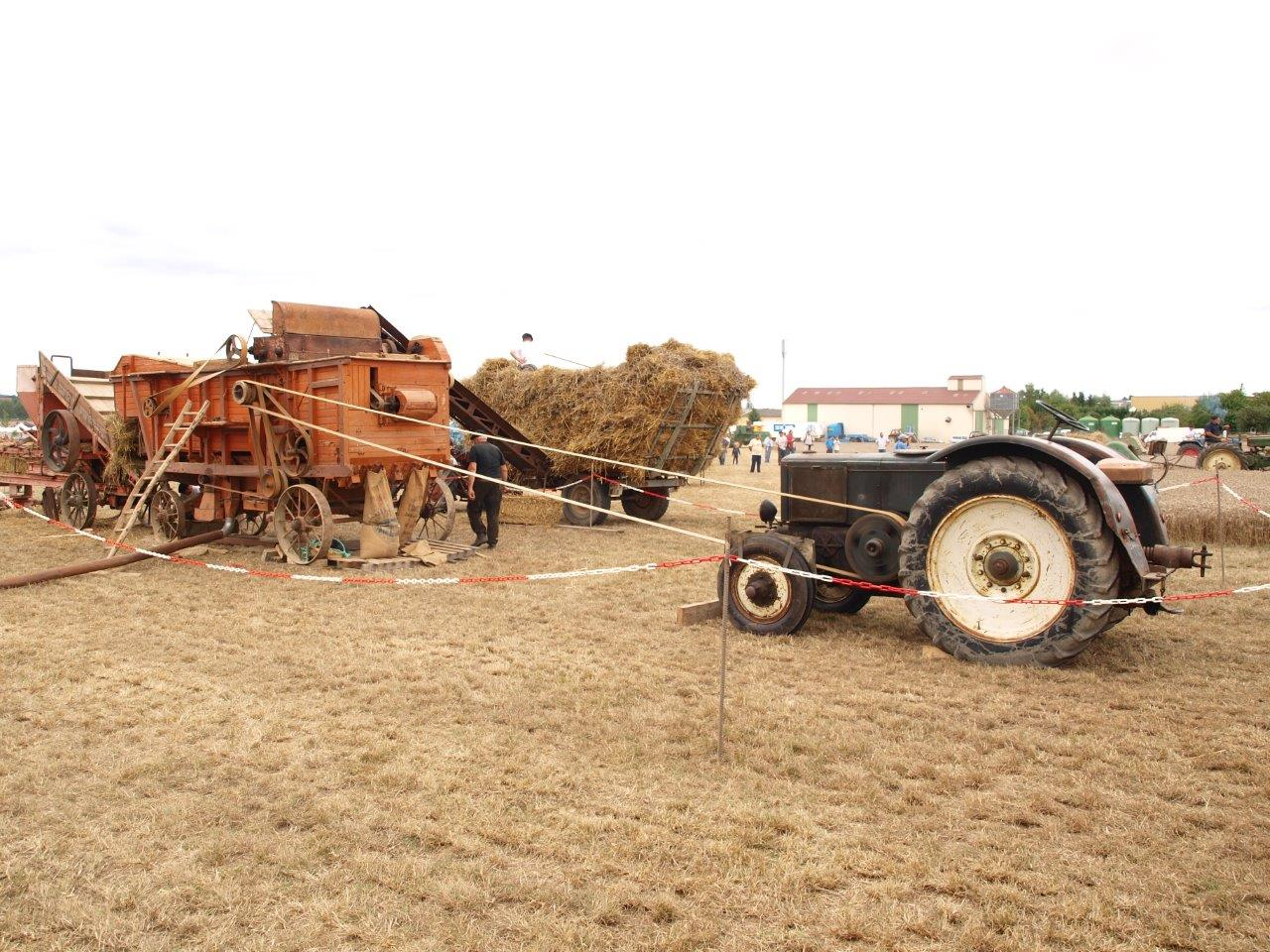
Le semi-diésel, ici un Vierzon FV1 (44 chevaux à la poulie), remplace «  naturellement » la locomobile à vapeur en travail stationnaire.

A partir de 1929 Deutz fabrique les tracteurs MTZ 220 et 320 à moteur bicylindre 4 temps diesel, capable de démarrer à froid directement sur le gazole sans compresseur ni boule chaude grâce à un système d'injection à préchambre et deux injecteurs. Leur succès est immédiat en Allemagne.
Aux États-Unis, on a aussi utilisé des bicylindres 4 temps polycarburants montés à plat et en ligne transversale, toujours appelés tractors, ainsi le John Deere model D (illustration) polycarburant produit de 1923 à 1953 fournit de 27 à 42 chevaux à la poulie selon les versions. Entre 1925 et 1955 les agriculteurs américains préféraient utiliser comme carburant le « distillate » bon marché qui ne pouvait fonctionner que dans un moteur à faible taux de compression et rotation assez lente. Le démarrage à froid était généralement réalisé à l'essence y compris pour les diesels quatre temps. Le John Deere 730 était disponible avec un démarreur qui était un véritable petit moteur à essence lui-même démarré par un moteur électrique.
Le risque d'incendie est moindre avec le moteur à combustion interne qu'avec la vapeur, quoiqu'on ait utilisé des courroies très longues pour éloigner la locomobile de la batteuse et du gerbier (illustrations).

### Concurrence et arrêt de production
Ces tracteurs lourds s'opposent aux tracteurs légers inspirés par la construction automobile, à moteur à essence puis diesel 4 temps disposé longitudinalement, qui vont démocratiser réellement l'utilisation du tracteur et dont le design général est toujours d'actualité ; le Fordson construit par Ford à partir de 1917 et utilisant un moteur très proche de celui de l'automobile model T en est l'exemple emblématique. La prise de force est inventée en 1919 par International harvester et son rendement est meilleur avec un moteur disposé longitudinalement (pas de renvoi d'angle).
Case, un des plus importants constructeurs de tracteurs à vapeur (jusqu'à 150 chevaux), cesse cette production en 1927, il avait produit son premier tracteur à vapeur en 1876.
Continental Motors Company (en) produit un diésel 4 temps capable de démarrer à froid et avec un régime maximum de 1750 trs/min qui peut équiper le Farmall 350 à partir de 1956 puis de nombreuses autres marques. A partir de 1932 Perkins produit les premiers diésels à rotation rapide, en 1937 le Perkins P6 peut tourner à 2600 trs/min. Perkins motorise des tracteurs Renault à partir de 1956 et Massey-Ferguson à partir de 1958. Dès lors, les jours des tracteurs à moteur en position transversale sont comptés. On a cependant produit ce type de tracteurs jusque dans les années 1960, l'Ursus C-451 a été produit jusqu'en 1965 en Pologne ; le John Deere 730 jusqu'en 1971 en Argentine.

### Articles Connexes
- Machine à vapeur
- Locomobile
- Société française de Vierzon
- Heinrich Lanz AG
- Machine à vapeur semi-transportable
- Automobile à vapeur